# فرنسيسكو أرياس
فرنسيسكو أرياس (بالإسبانية: Francisco Arias de Párraga)‏ هو فيلسوف وكاتب إسباني، ولد في 1533 في إشبيلية في إسبانيا، وتوفي بنفس المكان في 15 مايو 1605.